# 中島郡 (愛知縣)
中島郡為過去位於日本愛知縣西北部的郡，已於2005年因無所屬町村而消失。
在1878年實施郡區町村編制法時的轄區包括現在的稻澤市的大部分地區、一宮市的南半部地區及清須市西北部的小部分地區。

## 歷史
在令制國時代最初的中島郡為位於尾張國西北部的郡，在10世紀完成的和名類聚抄曾將此地記為「中嶋郡」。
中島郡的西側以木曾川與美濃國為界，但木曾川在1586年的氾濫後，其新河道改從中島郡之中通過，因此在1589年由豐臣秀吉指示改以新的木曾川河道作為尾張國與美濃國的分界，因而中島郡被分割為位於東岸的尾張國中島郡，以及位於西岸的美濃國中島郡。
17世紀江戶時代後，中島郡的大部分區域都成為尾張藩的領地，僅少部分區域屬於尾張藩御附家老成瀨氏犬山藩和竹腰氏今尾藩的領地。19世紀末明治維新實施廢藩置縣後，原屬各藩的區域分別改隸屬名古屋縣、今尾縣、犬山縣，在1872年的第一次府縣整併後全部區域隸屬新整併的名古屋縣，而名古屋縣在四個月後更名為愛知縣。
1878年愛知縣實施郡區町村編製法時，正式設置近代的行政區劃「中島郡」，並在稻澤村（位於現在的稻澤市）設置郡役所。

### 沿革

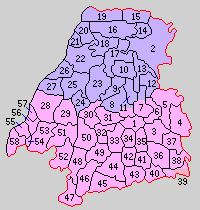
1889年中島郡轄下的行政區劃：1.稻澤町、2.一宮町、3.一治村、4.下津村、5.山形村、6.國府宮村、7.稻保村、8.中島村、9.新明村、10.苅安賀村、11.高井村、12.妙興寺村、13.三輪村、14.神戶村、15.馬寄村、16.開明村、17.日光村、18.三條村、19.奧村、20.小信中島村、21.起村、22.大德村、23.萩原村、24.玉野村、25.明地村、26.祐賀村、27.上祖父江村、28.祖父江村、29.山崎村、30.西島村、31.光堂村、32.四鄉村、33.國分村、34.五鄉村、35.大塚村、36.奧田村、37.四家村、38.日下部村、39.市田村、40.玉田村、41.北島村、42.梅代村、43.吉田村、44.豐田村、45.實田村、46.三宅村、47.六輪村、48.左右川村、49.井長谷村、50.片原一色村、51.領內村、52.丸甲村、53.牧川村、54.西鵜之本村、55.馬飼村、56.拾町野村、57.四貫村、58.神明津村
（紫色：現屬一宮市、桃色：現屬稻澤市、紅色：現屬清須市）

- 1889年10月1日：實施町村制，中島郡下設：稻澤町、一宮町、一治村（日语：一治村）、下津村、山形村（日语：山形村 (愛知県)）、國府宮村（日语：国府宮村）、稻保村（日语：稲保村）、中島村（日语：中島村 (愛知県中島郡)）、新明村（日语：新明村）、苅安賀村（日语：大和町 (愛知県)）、高井村（日语：高井村 (愛知県)）、妙興寺村（日语：妙興寺村）、三輪村（日语：三輪村 (愛知県中島郡)）、神戶村（日语：神戸村 (愛知県中島郡)）、馬寄村、開明村（日语：開明村）、日光村（日语：日光村 (愛知県)）、三條村（日语：三条村）、奥村（日语：奥町）、小信中島村、起村（日语：起町）、大德村（日语：大徳村）、萩原村（日语：萩原町 (愛知県)）、玉野村、明地村（日语：明地村）、祐賀村（日语：祐賀村）、上祖父江村（日语：上祖父江村）、祖父江村（日语：祖父江町）、山崎村、西島村（日语：西島村 (愛知県)）、光堂村（日语：光堂村）、四鄉村（日语：四郷村 (愛知県)）、國分村（日语：国分村 (愛知県)）、五鄉村（日语：五郷村 (愛知県)）、大塚村、奧田村、四家村（日语：四家村）、日下部村、市田村（日语：市田村 (愛知県)）、玉田村（日语：玉田村）、北島村、梅代村（日语：梅代村）、吉田村（日语：吉田村 (愛知県中島郡)）、豐田村（日语：豊田村 (愛知県中島郡)）、實田村（日语：実田村）、三宅村（日语：三宅村 (愛知県)）、六輪村（日语：六輪村）、左右川村（日语：左右川村）、井長谷村（日语：井長谷村）、片原一色村、領內村（日语：領内村 (愛知県)）、丸甲村（日语：丸甲村）、牧川村（日语：牧川村）、西鵜之本村、馬飼村（日语：馬飼村）、拾町野村（日语：拾町野村）、四貫村、神明津村。（2町56村）
- 1891年4月1日：實施郡制（日语：郡制）。[4]
- 1894年9月13日：奧村改制為奧町（日语：奥町）。（3町55村）
- 1896年2月24日：起村改制為起町（日语：起町）。（4町54村）
- 1896年4月20日：萩原村改制為萩原町（日语：萩原町 (愛知県)）。（5町53村）
- 1896年8月17日：祖父江村改制為祖父江町（日语：祖父江町）。（6町52村）
- 1899年8月21日：開明村的宮後地區被併入神戶村。
- 1901年5月15日：北島村和玉田村合併為島田村（日语：島田村 (愛知県)）。（6町51村）
- 1901年10月12日：光堂村和四鄉村合併為光鄉村（日语：光郷村）。（6町50村）
- 1902年4月25日：（6町48村）
  - 五鄉村、大塚村和梅代村的梅須賀地區合併為大江村（日语：大江村 (愛知県)）。
  - 梅代村的其餘地區被併入豐田村。
- 1906年5月10日：（6町8村）
  - 丸甲村、領內村、牧川村、山崎村、祖父江町合併為新設立的祖父江町（日语：祖父江町）。
  - 島田村、奧田村、四家村、日下部村、市田村合併為大里村（日语：大里村 (愛知県)）。
  - 神戶村、開明村、馬寄村合併為今伊勢村（日语：今伊勢町）。
  - 祐賀村、上祖父江村、明地村、玉野村和大德村的西萩原、蓮池地區合併為朝日村（日语：朝日村 (愛知県)）。
  - 大德村的其餘地區和起町、小信中島村、三條村合併為新設立的起町（日语：起町）。
  - 馬飼村、拾町野村、西鵜之本村、四貫村、神明津村合併為長岡村（日语：長岡村 (愛知県)）。
  - 國分村、片原一色村、光鄉村、西島村和井長谷村的儀長地區合併為明治村（日语：明治村 (愛知県中島郡)）。
  - 井長谷村的井堀地區、三宅村的板葺地區、大江村的梅須賀地區和實田村、吉田村、豐田村合併為千代田村（日语：千代田村 (愛知県)）。
  - 大江村的其餘地區、中島村的木全、石橋地區、稻保村的稻島地區和稻澤町、一治村、國府宮村、山形村、下津村合併為新設立的稻澤町。
  - 中島村的其餘地區、日光村的花井方、富田方地區和新明村、萩原町合併為新設立的萩原町（日语：萩原町 (愛知県)）。
  - 日光村的其餘地區、稻保村的於保地區和苅安賀村、三輪村、妙興寺村、高井村合併為新設立的苅安賀村（日语：大和町 (愛知県)）。
  - 六輪村、左右川村和井長谷村的須谷地區、三宅村的三宅、東城地區合併為平和村（日语：平和町）。
- 1908年5月1日：苅安賀村改名為大和村（日语：大和町 (愛知県)）。
- 1909年10月1日：大里村的西市場地區被併入西春日井郡清洲町（日语：清洲町）。
- 1921年9月1日：一宮町改制為一宮市[5]，並脫離中島郡。（5町8村）
- 1923年4月1日：廢除郡會和郡參事會。[6]
- 1926年7月1日：廢除郡役所，此後郡不再作為行政區劃，只作為地名的表示。[6]
- 1941年5月10日：今伊勢村改制為今伊勢町（日语：今伊勢町）。（6町7村）
- 1951年3月1日：大和村改制為大和町（日语：大和町 (愛知県)）。（7町6村）
- 1954年4月1日：平和村改制為平和町（日语：平和町）。（8町5村）
- 1955年1月1日：起町和朝日村合併為尾西市（日语：尾西市）[5]，並脫離中島郡。（7町4村）
- 1955年4月1日：（3町4村）
  - 今伊勢町的開明地區被併入尾西市。
  - 大和町、奧町、萩原町和今伊勢町的其餘地區被併入一宮市。
- 1955年4月15日：稻澤町、明治村、千代田村、大里村合併為新設立的稻澤町。（3町1村）
- 1956年9月30日：長岡村被併入祖父江町。（3町）
- 1958年11月1日：稻澤町改制為稻澤市[7]，並脫離中島郡。（2町）
- 2005年4月1日：祖父江町和平和町被併入稻澤市[7]，同時中島郡因無所屬町村而消失。

### 變遷表
| 1889年10月1日                | 1889年 - 1944年              | 1889年 - 1944年              | 1889年 - 1944年              | 1945年 - 1954年              | 1955年 - 1989年              | 1955年 - 1989年            | 1989年 - 現在              | 現在                       |
| ---------------------------- | ---------------------------- | ---------------------------- | ---------------------------- | ---------------------------- | ---------------------------- | -------------------------- | -------------------------- | -------------------------- |
| 祖父江村                     | 1896年8月17日 改制為祖父江町 | 1906年5月10日 合併為祖父江町 | 1906年5月10日 合併為祖父江町 | 1906年5月10日 合併為祖父江町 | 1906年5月10日 合併為祖父江町 | 祖父江町                   | 2005年4月1日 併入稻澤市    | 稻澤市                     |
| 山崎村                       |                              | 1906年5月10日 合併為祖父江町 | 1906年5月10日 合併為祖父江町 | 1906年5月10日 合併為祖父江町 | 1906年5月10日 合併為祖父江町 | 祖父江町                   | 2005年4月1日 併入稻澤市    | 稻澤市                     |
| 領內村                       |                              | 1906年5月10日 合併為祖父江町 | 1906年5月10日 合併為祖父江町 | 1906年5月10日 合併為祖父江町 | 1906年5月10日 合併為祖父江町 | 祖父江町                   | 2005年4月1日 併入稻澤市    | 稻澤市                     |
| 丸甲村                       |                              | 1906年5月10日 合併為祖父江町 | 1906年5月10日 合併為祖父江町 | 1906年5月10日 合併為祖父江町 | 1906年5月10日 合併為祖父江町 | 祖父江町                   | 2005年4月1日 併入稻澤市    | 稻澤市                     |
| 牧川村                       |                              | 1906年5月10日 合併為祖父江町 | 1906年5月10日 合併為祖父江町 | 1906年5月10日 合併為祖父江町 | 1906年5月10日 合併為祖父江町 | 祖父江町                   | 2005年4月1日 併入稻澤市    | 稻澤市                     |
| 西鵜之本村                   | 西鵜之本村                   | 1906年5月10日 合併為長岡村   | 1906年5月10日 合併為長岡村   | 1906年5月10日 合併為長岡村   | 1956年9月30日 併入祖父江町   | 祖父江町                   | 2005年4月1日 併入稻澤市    | 稻澤市                     |
| 馬飼村                       |                              | 1906年5月10日 合併為長岡村   | 1906年5月10日 合併為長岡村   | 1906年5月10日 合併為長岡村   | 1956年9月30日 併入祖父江町   | 祖父江町                   | 2005年4月1日 併入稻澤市    | 稻澤市                     |
| 拾町野村                     |                              | 1906年5月10日 合併為長岡村   | 1906年5月10日 合併為長岡村   | 1906年5月10日 合併為長岡村   | 1956年9月30日 併入祖父江町   | 祖父江町                   | 2005年4月1日 併入稻澤市    | 稻澤市                     |
| 四貫村                       |                              | 1906年5月10日 合併為長岡村   | 1906年5月10日 合併為長岡村   | 1906年5月10日 合併為長岡村   | 1956年9月30日 併入祖父江町   | 祖父江町                   | 2005年4月1日 併入稻澤市    | 稻澤市                     |
| 神明津村                     |                              | 1906年5月10日 合併為長岡村   | 1906年5月10日 合併為長岡村   | 1906年5月10日 合併為長岡村   | 1956年9月30日 併入祖父江町   | 祖父江町                   | 2005年4月1日 併入稻澤市    | 稻澤市                     |
| 三宅村                       | 三宅村                       | 1906年5月10日 合併為平和村   | 1906年5月10日 合併為平和村   | 1954年4月1日 改制為平和町    | 1954年4月1日 改制為平和町    | 1954年4月1日 改制為平和町  | 2005年4月1日 併入稻澤市    | 稻澤市                     |
| 六輪村                       |                              | 1906年5月10日 合併為平和村   | 1906年5月10日 合併為平和村   | 1954年4月1日 改制為平和町    | 1954年4月1日 改制為平和町    | 1954年4月1日 改制為平和町  | 2005年4月1日 併入稻澤市    | 稻澤市                     |
| 左右川村                     |                              | 1906年5月10日 合併為平和村   | 1906年5月10日 合併為平和村   | 1954年4月1日 改制為平和町    | 1954年4月1日 改制為平和町    | 1954年4月1日 改制為平和町  | 2005年4月1日 併入稻澤市    | 稻澤市                     |
| 奧田村                       | 奧田村                       | 1906年5月10日 合併為大里村   | 1906年5月10日 合併為大里村   | 1906年5月10日 合併為大里村   | 1955年4月15日 合併為稻澤町   | 1958年11月1日 改制為稻澤市 | 1958年11月1日 改制為稻澤市 | 稻澤市                     |
| 四家村                       |                              | 1906年5月10日 合併為大里村   | 1906年5月10日 合併為大里村   | 1906年5月10日 合併為大里村   | 1955年4月15日 合併為稻澤町   | 1958年11月1日 改制為稻澤市 | 1958年11月1日 改制為稻澤市 | 稻澤市                     |
| 日下部村                     |                              | 1906年5月10日 合併為大里村   | 1906年5月10日 合併為大里村   | 1906年5月10日 合併為大里村   | 1955年4月15日 合併為稻澤町   | 1958年11月1日 改制為稻澤市 | 1958年11月1日 改制為稻澤市 | 稻澤市                     |
| 市田村                       |                              | 1906年5月10日 合併為大里村   | 1906年5月10日 合併為大里村   | 1906年5月10日 合併為大里村   | 1955年4月15日 合併為稻澤町   | 1958年11月1日 改制為稻澤市 | 1958年11月1日 改制為稻澤市 | 稻澤市                     |
| 玉田村                       | 1901年5月15日 合併為島田村   | 1906年5月10日 合併為大里村   | 1906年5月10日 合併為大里村   | 1906年5月10日 合併為大里村   | 1955年4月15日 合併為稻澤町   | 1958年11月1日 改制為稻澤市 | 1958年11月1日 改制為稻澤市 | 稻澤市                     |
| 北島村                       | 1901年5月15日 合併為島田村   | 1906年5月10日 合併為大里村   | 1906年5月10日 合併為大里村   | 1906年5月10日 合併為大里村   | 1955年4月15日 合併為稻澤町   | 1958年11月1日 改制為稻澤市 | 1958年11月1日 改制為稻澤市 | 稻澤市                     |
| 西島村                       | 西島村                       | 1906年5月10日 合併為明治村   | 1906年5月10日 合併為明治村   | 1906年5月10日 合併為明治村   | 1955年4月15日 合併為稻澤町   | 1958年11月1日 改制為稻澤市 | 1958年11月1日 改制為稻澤市 | 稻澤市                     |
| 光堂村                       | 1901年10月12日 合併為光鄉村  | 1906年5月10日 合併為明治村   | 1906年5月10日 合併為明治村   | 1906年5月10日 合併為明治村   | 1955年4月15日 合併為稻澤町   | 1958年11月1日 改制為稻澤市 | 1958年11月1日 改制為稻澤市 | 稻澤市                     |
| 四鄉村                       | 1901年10月12日 合併為光鄉村  | 1906年5月10日 合併為明治村   | 1906年5月10日 合併為明治村   | 1906年5月10日 合併為明治村   | 1955年4月15日 合併為稻澤町   | 1958年11月1日 改制為稻澤市 | 1958年11月1日 改制為稻澤市 | 稻澤市                     |
| 國分村                       |                              | 1906年5月10日 合併為明治村   | 1906年5月10日 合併為明治村   | 1906年5月10日 合併為明治村   | 1955年4月15日 合併為稻澤町   | 1958年11月1日 改制為稻澤市 | 1958年11月1日 改制為稻澤市 | 稻澤市                     |
| 片原一色村                   |                              | 1906年5月10日 合併為明治村   | 1906年5月10日 合併為明治村   | 1906年5月10日 合併為明治村   | 1955年4月15日 合併為稻澤町   | 1958年11月1日 改制為稻澤市 | 1958年11月1日 改制為稻澤市 | 稻澤市                     |
| 井長谷村                     |                              | 1906年5月10日 合併為明治村   | 1906年5月10日 合併為明治村   | 1906年5月10日 合併為明治村   | 1955年4月15日 合併為稻澤町   | 1958年11月1日 改制為稻澤市 | 1958年11月1日 改制為稻澤市 | 稻澤市                     |
| 1906年5月10日 合併為千代田村 |                              |                              |                              |                              | 1955年4月15日 合併為稻澤町   | 1958年11月1日 改制為稻澤市 | 1958年11月1日 改制為稻澤市 | 稻澤市                     |
| 吉田村                       |                              |                              |                              |                              | 1955年4月15日 合併為稻澤町   | 1958年11月1日 改制為稻澤市 | 1958年11月1日 改制為稻澤市 | 稻澤市                     |
| 實田村                       |                              |                              |                              |                              | 1955年4月15日 合併為稻澤町   | 1958年11月1日 改制為稻澤市 | 1958年11月1日 改制為稻澤市 | 稻澤市                     |
| 豐田村                       |                              |                              |                              |                              | 1955年4月15日 合併為稻澤町   | 1958年11月1日 改制為稻澤市 | 1958年11月1日 改制為稻澤市 | 稻澤市                     |
| 梅代村                       | 1902年4月25日 併入豐田村     |                              |                              |                              | 1955年4月15日 合併為稻澤町   | 1958年11月1日 改制為稻澤市 | 1958年11月1日 改制為稻澤市 | 稻澤市                     |
| 梅代村                       | 1902年4月25日 合併為大江村   | 1906年5月10日 合併為稻澤町   | 1906年5月10日 合併為稻澤町   | 1906年5月10日 合併為稻澤町   | 1955年4月15日 合併為稻澤町   | 1958年11月1日 改制為稻澤市 | 1958年11月1日 改制為稻澤市 | 稻澤市                     |
| 五鄉村                       | 1902年4月25日 合併為大江村   | 1906年5月10日 合併為稻澤町   | 1906年5月10日 合併為稻澤町   | 1906年5月10日 合併為稻澤町   | 1955年4月15日 合併為稻澤町   | 1958年11月1日 改制為稻澤市 | 1958年11月1日 改制為稻澤市 | 稻澤市                     |
| 大塚村                       | 1902年4月25日 合併為大江村   | 1906年5月10日 合併為稻澤町   | 1906年5月10日 合併為稻澤町   | 1906年5月10日 合併為稻澤町   | 1955年4月15日 合併為稻澤町   | 1958年11月1日 改制為稻澤市 | 1958年11月1日 改制為稻澤市 | 稻澤市                     |
| 稻澤町                       |                              | 1906年5月10日 合併為稻澤町   | 1906年5月10日 合併為稻澤町   | 1906年5月10日 合併為稻澤町   | 1955年4月15日 合併為稻澤町   | 1958年11月1日 改制為稻澤市 | 1958年11月1日 改制為稻澤市 | 稻澤市                     |
| 下津村                       |                              | 1906年5月10日 合併為稻澤町   | 1906年5月10日 合併為稻澤町   | 1906年5月10日 合併為稻澤町   | 1955年4月15日 合併為稻澤町   | 1958年11月1日 改制為稻澤市 | 1958年11月1日 改制為稻澤市 | 稻澤市                     |
| 山形村                       |                              | 1906年5月10日 合併為稻澤町   | 1906年5月10日 合併為稻澤町   | 1906年5月10日 合併為稻澤町   | 1955年4月15日 合併為稻澤町   | 1958年11月1日 改制為稻澤市 | 1958年11月1日 改制為稻澤市 | 稻澤市                     |
| 一治村                       |                              | 1906年5月10日 合併為稻澤町   | 1906年5月10日 合併為稻澤町   | 1906年5月10日 合併為稻澤町   | 1955年4月15日 合併為稻澤町   | 1958年11月1日 改制為稻澤市 | 1958年11月1日 改制為稻澤市 | 稻澤市                     |
| 國府宮村                     |                              | 1906年5月10日 合併為稻澤町   | 1906年5月10日 合併為稻澤町   | 1906年5月10日 合併為稻澤町   | 1955年4月15日 合併為稻澤町   | 1958年11月1日 改制為稻澤市 | 1958年11月1日 改制為稻澤市 | 稻澤市                     |
| 稻保村                       |                              | 1906年5月10日 合併為稻澤町   | 1906年5月10日 合併為稻澤町   | 1906年5月10日 合併為稻澤町   | 1955年4月15日 合併為稻澤町   | 1958年11月1日 改制為稻澤市 | 1958年11月1日 改制為稻澤市 | 稻澤市                     |
| 中島村                       |                              | 1906年5月10日 合併為稻澤町   | 1906年5月10日 合併為稻澤町   | 1906年5月10日 合併為稻澤町   | 1955年4月15日 合併為稻澤町   | 1958年11月1日 改制為稻澤市 | 1958年11月1日 改制為稻澤市 | 稻澤市                     |
| 1906年5月10日 合併為萩原町   | 1906年5月10日 合併為萩原町   | 1906年5月10日 合併為萩原町   | 1955年4月1日 併入一宮市      | 一宮市                       | 一宮市                       | 一宮市                     |                            |                            |
| 1906年5月10日 合併為萩原町   | 1906年5月10日 合併為萩原町   | 1906年5月10日 合併為萩原町   | 1955年4月1日 併入一宮市      | 一宮市                       | 一宮市                       | 一宮市                     | 新明村                     |                            |
| 1906年5月10日 合併為萩原町   | 1906年5月10日 合併為萩原町   | 1906年5月10日 合併為萩原町   | 1955年4月1日 併入一宮市      | 一宮市                       | 一宮市                       | 一宮市                     | 日光村                     |                            |
| 1906年5月10日 合併為萩原町   | 1906年5月10日 合併為萩原町   | 1906年5月10日 合併為萩原町   | 1955年4月1日 併入一宮市      | 一宮市                       | 一宮市                       | 一宮市                     | 萩原村                     | 1896年4月20日 改制為萩原町 |
| 一宮町                       | 一宮町                       | 一宮町                       | 1921年9月1日 改制為一宮市    | 1921年9月1日 改制為一宮市    | 1921年9月1日 改制為一宮市    | 一宮市                     |                            |                            |
| 苅安賀村                     | 苅安賀村                     | 1906年5月10日 合併為苅安賀村 | 1908年5月1日 改名為大和村    | 一宮市                       | 一宮市                       | 一宮市                     | 1951年3月1日 改制為大和町  | 1955年4月1日 併入一宮市    |
| 高井村                       |                              | 1906年5月10日 合併為苅安賀村 | 1908年5月1日 改名為大和村    | 一宮市                       | 一宮市                       | 一宮市                     | 1951年3月1日 改制為大和町  | 1955年4月1日 併入一宮市    |
| 妙興寺村                     |                              | 1906年5月10日 合併為苅安賀村 | 1908年5月1日 改名為大和村    | 一宮市                       | 一宮市                       | 一宮市                     | 1951年3月1日 改制為大和町  | 1955年4月1日 併入一宮市    |
| 三輪村                       |                              | 1906年5月10日 合併為苅安賀村 | 1908年5月1日 改名為大和村    | 一宮市                       | 一宮市                       | 一宮市                     | 1951年3月1日 改制為大和町  | 1955年4月1日 併入一宮市    |
| 奧村                         | 1894年9月13日 改制為奧町     | 1894年9月13日 改制為奧町     | 1894年9月13日 改制為奧町     | 1894年9月13日 改制為奧町     | 一宮市                       | 一宮市                     |                            | 1955年4月1日 併入一宮市    |
| 神戶村                       | 神戶村                       | 1906年5月10日 合併為今伊勢村 | 1941年5月10日 改制為今伊勢町 | 1941年5月10日 改制為今伊勢町 | 一宮市                       | 一宮市                     |                            | 1955年4月1日 併入一宮市    |
| 馬寄村                       |                              | 1906年5月10日 合併為今伊勢村 | 1941年5月10日 改制為今伊勢町 | 1941年5月10日 改制為今伊勢町 | 一宮市                       | 一宮市                     |                            | 1955年4月1日 併入一宮市    |
| 開明村                       | 開明村                       | 1906年5月10日 合併為今伊勢村 | 1941年5月10日 改制為今伊勢町 | 1941年5月10日 改制為今伊勢町 | 1955年4月1日 併入尾西市      | 一宮市                     | 尾西市                     | 2005年4月1日 併入一宮市    |
| 三條村                       | 三條村                       | 1906年5月10日 合併為起町     | 1906年5月10日 合併為起町     | 1906年5月10日 合併為起町     | 1955年1月1日 合併為尾西市    | 一宮市                     | 尾西市                     | 2005年4月1日 併入一宮市    |
| 小信中島村                   |                              | 1906年5月10日 合併為起町     | 1906年5月10日 合併為起町     | 1906年5月10日 合併為起町     | 1955年1月1日 合併為尾西市    | 一宮市                     | 尾西市                     | 2005年4月1日 併入一宮市    |
| 起村                         | 1896年2月24日 改制為起町     | 1906年5月10日 合併為起町     | 1906年5月10日 合併為起町     | 1906年5月10日 合併為起町     | 1955年1月1日 合併為尾西市    | 一宮市                     | 尾西市                     | 2005年4月1日 併入一宮市    |
| 大德村                       |                              | 1906年5月10日 合併為起町     | 1906年5月10日 合併為起町     | 1906年5月10日 合併為起町     | 1955年1月1日 合併為尾西市    | 一宮市                     | 尾西市                     | 2005年4月1日 併入一宮市    |
| 1906年5月10日 合併為朝日村   |                              |                              |                              |                              | 1955年1月1日 合併為尾西市    | 一宮市                     | 尾西市                     | 2005年4月1日 併入一宮市    |
| 玉野村                       |                              |                              |                              |                              | 1955年1月1日 合併為尾西市    | 一宮市                     | 尾西市                     | 2005年4月1日 併入一宮市    |
| 明地村                       |                              |                              |                              |                              | 1955年1月1日 合併為尾西市    | 一宮市                     | 尾西市                     | 2005年4月1日 併入一宮市    |
| 祐賀村                       |                              |                              |                              |                              | 1955年1月1日 合併為尾西市    | 一宮市                     | 尾西市                     | 2005年4月1日 併入一宮市    |
| 上祖父江村                   |                              |                              |                              |                              | 1955年1月1日 合併為尾西市    | 一宮市                     | 尾西市                     | 2005年4月1日 併入一宮市    |